# 伊藤クリス
伊藤 クリス（いとう クリス、ITO CHRIS、5月18日 - ）は、日本の女性歌手、シンガーソングライター、作詞家、DJ、デジタルクリエーター。
フランスのパリ生まれ、大阪育ち。父親は日本人、母親はイタリア系フランス人。祖父はコルシカ島出身。血液型はO型。1児の母。2019年〜シンガポール在住。

## 略歴
- 大学生の頃にホリプロに所属し、R&B、SOUL、FUNK、HOUSE、ELECTROを中心としたダンスミュージックをミックスしたサウンドを取り入れた3人ヴォーカルユニット、"Tasty Jam"のメンバーとしてシングル『Faith』でコロムビアレコードよりメジャーデビュー。2ndシングル『Portrait』はドラマ『ハコイリムスメ』のオープニング曲に起用される。その後3rdシングル『Night Freak』を立て続けにリリースし、その後集大成アルバム『Tasty Jam』をリリース。ラジオFM North Waveでレギュラー番組を持ち、全国各地でライブをするなど活動をする傍らモデルとしても活動。解散後、ソロ活動開始。avexキッズオーディションの審査員、フィーチャリングボーカル、作詞家として歌詞提供など音楽活動やモデル活動を行う。漫画『ZONE-00』のイメージアルバムにて初めてフランス語の作詞と歌に挑戦。2011年に上演された舞台『La Feria』では主演をつとめる。[1]
- 2015年
  - 3月 - 『FINAL FANTASY 零式 HD』の新曲「UTAKATA〜泡沫〜」にてヴォーカルと作詞を担当。また、同ゲームの「Colorful fall in love  (english ver.)」「my diamond  [english ver.)」のEnglish ver.の歌唱も担当。[2]
  - アーケード発対戦型FINAL FANTASY『DISSIDIA FINAL FANTASY』のヴォーカルと英語詞を担当。Dissidiaのテーマ曲をロックアレンジした。
  - スクウェア・エニックスの野村哲也がキャラクターデザインを手がけている新タイトル『ランページランドランカーズ』のテーマ曲「Exodus」のヴォーカルと作詞を担当。
  - 5月 - the Death marchのボーカリストとしてlive「Crossover 3rd.」に参加。『すばらしきこのせかい』『FINAL FANTASY 零式 HD』『ランページランドランカーズ』『Crisis Core Final Fantasy VII』などをパフォーマンスした。[3]
  - 9月 - ロンドンのアビーロードスタジオにてロンドンシンフォニーオーケストラとレコディーングを行う。『DISSIDIA FINAL FANTASY』の曲であり、2016年4月27日にサウンドトラック発売をリリース。[4]
- 2016年
  - 8月 - DISSIDIA FINAL FANTASY ACイベントを舞浜アンフィシアターで開催し、オープニングLIVEを務める。[5]
- 2017年
  - 2月 - 『ファイナルファンタジー レコードキーパー』にて、『ファイナルファンタジー零式』イベント開始に伴い「我ら来たれり FFRK Ver. arrange from FF零式」「泡沫 FFRK Ver. arrange from FF零式」のボーカルを務める。
  - 8月30日 - 『DISSIDIA Final Fantasy-Arcade- Sound track vol.2』発売。[6]
  - 9月20日 - 『FFRK オリジナル・サウンドトラック Vol.2』発売。
  - 9月30日 - 『DISSIDIA Final Fantasy-Arcade- Sound track vol.2』[7]発売記念限定プレミアムアコースティックlive開催。
- 2018年
  - 1月11日 - 『ディシディア ファイナルファンタジーNT』発売。[8]
  - 2月28日 -『DISSIDIA FINAL FANTASY NT Original Soundtrack』【Blu-ray Disc Music／映像付きサントラ】発売。[8]
  - 9月27日 - Nintendo Switchで発売された『すばらしきこのせかい〜The World Ends with you〜Final Remix』に収録されている新曲「SHADOW」のヴォーカルと歌詞を担当。[9]

- 2019年
  - 3月5日 - 石元丈晴と共に制作を手掛けた、ドローンレース「スカイファイト」の公式テーマソング『FIGHT FOR』を配信リリース。[10]
  - 4月16日 - 株式会社ニチレイの 「ツッコミどころ満載オムライス」 CM曲で「愛の讃歌」をオリジナルのフランス語ver.を歌唱。[11]

## モデル
EDWIN、ムラサキスポーツ、東京メトロ、JA沖縄、近畿日本ツーリスト、LUIRE、WARP、Woofin' girl、ar、Blue、通販雑誌、webマガジン、各種ブランドカタログ、化粧品カタログ、CM、ファッションショー、ヘアショーなど。

## 人物
- 芸能界へ入った当初はホリプロに所属しており、Tasty Jamという女性ボーカルグループで活動していた。
- 心理学オタクで、一時期はFBIに入って犯罪プロファイリングの仕事に就きたいと本気で考えていた。
- 根っからのデジタル好きで、HP制作、動画制作、画像デザイン、DTM制作などからアプリ制作まで全て1人でこなせる。
- 歌手デビューする前はファッション誌でファッションモデルとして活動していた。
- 衆議院議員秘書というアーティストとしては珍しい経歴も持つ。
- 愛猫はアメリカンショートヘアの「ネロ」と、黄トラの「ロビン」。黒猫の「ダンテ」もいたが、2018年に天国へ旅立ったことをSNSで報告した。
- DJとしても音楽活動をしており、自身のイベントも開催している。
- コテコテの大阪弁を繰り出す関西育ち。
- ゲーマーで、ハマると睡眠を削ってでもやってしまうため、なるべく控えるようにしている。
- 得意な料理は自身の好物であるタイ料理、フランスの家庭料理、和食、中華、冷蔵庫お片付け創作料理。
- 姉御肌で、友人からの人生相談が絶えない。
- 好きなアニメは『銀魂』『新世紀エヴァンゲリオン』『幽☆遊☆白書』『NANA』『名探偵コナン』。